# Ольгина
О́льгина (рос. Ольгина) — присілок у складі Аромашевського району Тюменської області, Росія.
Населення — 1 особа (2010, 6 у 2002).
Національний склад станом на 2002 рік:
- росіяни — 83 %